# Manlio Mazziotti di Celso
Manlio Mazziotti di Celso (Roma, 15 gennaio 1919 – Roma, 2 luglio 2017) è stato un giurista italiano.

## Biografia
Manlio Mazziotti di Celso è nato a Roma il 15 gennaio 1919 da un'antica famiglia baronale cilentana di tradizioni liberali. Era nipote di Matteo, deputato al Parlamento per numerose legislature e storiografo del Risorgimento. Il padre di Manlio, Mario, dopo essersi presentato alle elezioni del 1921 con il Partito Popolare, si dedicò all'avvocatura. La madre, Anna Marazzi, originaria di Crema, figlia del conte Fortunato Marazzi, generale durante la prima guerra mondiale e deputato al Parlamento dal 1890 al 1919, nel secondo dopoguerra fu tra le animatrici del gruppo Alleanza femminile che promuoveva i temi della pace e della dignità della donna.. Fin dall’adolescenza Manlio Mazziotti, grazie alle relazioni e agli ampi interessi culturali dei genitori, frequentò a Roma alcune fra le personalità più vivaci della cultura del tempo, giovani e meno giovani studiosi con vari interessi, accomunati dall'insofferenza verso l'idealismo dominante e, dal 1936 in poi, da un atteggiamento critico verso il fascismo: fra questi, la famiglia Pintor, in particolare Fortunato Pintor e il nipote Giaime Pintor, Lucio Lombardo Radice, Federigo Enriques, Miscia Kamenevskij (che prese poi, come giornalista, il nome di Ugo Stille) e il gruppo di giovani autori dell'Einaudi editore. Conseguita la laurea in Giurisprudenza, la sua attività culturale fu interrotta dal richiamo sotto le armi (nel 1941) e dalle circostanze drammatiche dell'occupazione nazista a Roma. Dopo la liberazione, Mazziotti partecipò alla vita politica, militando nelle file dei giovani della Democrazia Cristiana. Presto però gli interessi culturali predominarono: la sua prima pubblicazione era stata il volume sulla filosofia di Democrito di Abdera in collaborazione con l'amico e maestro Federigo Enriques; trattando un tema di filosofia della scienza Mazziotti già esprimeva la propria tendenza verso una riflessione concreta e la larghezza dei propri interessi. L'incontro con Carlo Esposito, professore di Diritto costituzionale all'Università La Sapienza, indirizzò decisamente Mazziotti verso il diritto pubblico e verso la carriera accademica. Conseguita nel 1956 la libera docenza in Diritto Costituzionale, vinse il concorso per cattedra in Diritto Costituzionale nel 1962. Ha insegnato Diritto Costituzionale nelle facoltà di Giurisprudenza delle Università di Camerino, Modena e Genova rispettivamente negli anni accademici 1962-1963, 1963-1967, 1967-1972. Nel 1972 fu chiamato a ricoprire la cattedra di Istituzioni di Diritto Pubblico nella Facoltà di Scienze Politiche dell'Università La Sapienza di Roma. Dal 1974 al 1989 ha ricoperto la cattedra di Diritto Costituzionale nella Facoltà di Giurisprudenza dell'Università La Sapienza di Roma. Nel corso dei sessant'anni della sua vita di studioso ha pubblicato su riviste scientifiche numerosi contributi su tutti i temi più rilevanti del dibattito istituzionale.

## Pensiero
Manlio Mazziotti di Celso è considerato un esponente di quella scuola dei costituzionalisti romani del Novecento che si è distinta per il rigore dell'analisi, l'accurato studio delle fonti e l’attenzione per il tema politico nel suo intrecciarsi con il dettato costituzionale.  A queste caratteristiche nel suo pensiero si univa la conoscenza profonda e l'attenzione per l'inserimento della norma giuridica nel suo contesto storico. Si tratta quindi di un giurista positivo con un forte profilo storico-comparativo;  l'attenzione e la comparazione fra il diritto italiano e i diritti europei e la ricostruzione delle vicende giuridiche in momenti cruciali della storia nella sua riflessione era funzionale ad ampliare e asseverare la prospettiva storica in cui inserire l'analisi giuridica.
Il pensiero politico di Mazziotti era improntato al liberalismo. Proprio per questo acquista caratteri di particolare originalità lo studio approfondito che negli anni Cinquanta del Novecento egli dedicò a un tema assolutamente nuovo e non trattato nella prospettiva del diritto costituzionale: il tema dei diritti sociali. Assolutamente convinto della centralità dei diritti di libertà, studioso liberale nel senso più ampio e rigoroso del termine, Mazziotti ha la convinzione che, senza l'ampliamento dei diritti dei lavoratori, nessun sano liberalismo possa avere durata e fondamento. La sua opera sul diritto del lavoro (1956) fu pertanto un'opera pioneristica nel panorama giuridico del dopoguerra. Non meno originale il tema trattato nel volume I Conflitti di attribuzione fra i poteri dello Stato: qui lo studioso affrontava un argomento complesso, spinoso e considerato dalla maggior parte dei giuristi come problema la cui soluzione spettasse non alla riflessione giuridica, ma all’intervento delle forze politiche. La chiarezza dell'esposizione e il rigore della dottrina caratterizzano la Storia breve delle istituzioni italiane dal 1990 al 1994 e il Manuale di diritto costituzionale del Mazziotti, su cui si sono formate due generazioni di studenti.

## Opere
- In collaborazione con Federigo Enriques, ''Le dottrine di Democrito di Abdera.Testi e commenti, Zanichelli Bologna- Roma 1948.
- Il diritto al lavoro, Giuffrè Milano 1956.
- I conflitti di attribuzione fra i poteri dello Stato vol. I e II, Giuffrè, Milano 1972.
- Lezioni di diritto costituzionale,  parti uno e due,  Giuffrè,  Milano, 1985.
- In collaborazione con Francesco Fadini, Ottaviano Vimercati. Il primo lombardo 1815-1879'', Lions club Crema e Pandino, Leva Arti grafiche in Crema,  1991.
- Con Guido Salerno e Cesare Pinelli, Federalismo e regionalismo: problemi generali, finanziari ed economici, Bardi editore, Roma, 1994.
- Storia breve delle istituzioni italiane dal 1900 al 1994, Cedam, Padova, 2000.
- Studi in onore di Manlio Mazziotti dii Celso, CEDAM, Roma 1995.
- Con Giulio M. Salerno, Manuale di Diritto Costituzionale, Cedam, Padova, prima edizione 2003
- Con Giulio M. Salerno, Istituzioni di diritto pubblico, Cedam, Padova, prima edizione, 2012.